# A Batalha pelo Capuz
A Batalha pelo Capuz (em inglês:  Battle for the Cowl) é um arco de história publicado entre março e junho de 2009 na minissérie homônima em três partes e em outras revistas relacionadas ao personagem Batman. Situada após os eventos ocorridos em Batman R.I.P. e Crise Final, a história narra as consequências da morte de Batman: enquanto inúmeros vilões aproveitam a oportunidade para criar um enorme caos em Gotham City, aqueles mais próximos ao herói disputam entre si para ver quem assumirá o seu lugar.
A história foi responsável por estabelecer um novo status quo para toda a mitologia do personagem com Dick Grayson (o primeiro Robin) assumindo a posição de "Batman" e Damian Wayne (filho de Batman) tornando-se o novo "Robin". Toda a linha de revistas do personagem foi alterada com a conclusão da história.